# La Coquilha
La Coquilha (en francès La Coquille) és un municipi francès situat al departament de la Dordonya i a la regió de la Nova Aquitània.

## Demografia
| 1962                                       | 1968  | 1975  | 1982  | 1990  | 1999  | 2007  |
| ------------------------------------------ | ----- | ----- | ----- | ----- | ----- | ----- |
| 1.531                                      | 1.556 | 1.692 | 1.575 | 1.515 | 1.487 | 1.391 |
| Des de 1962: població sense dobles comptes |       |       |       |       |       |       |

## Administració
| Període   | Identitat             | Partit |
| --------- | --------------------- | ------ |
| 1989-2008 | Claude Boyer          |        |
| 2008-     | Jean-Pierre Massaloux |        |

## Agermanaments
- Romrod